# Diamond Age
Diamond Age. Die Grenzwelt ist ein 1995 von Neal Stephenson geschriebener Science-Fiction-Roman. Er erschien in der deutschsprachigen Ausgabe 1996 beim Goldmann Verlag in einer Übersetzung von Joachim Körber; die amerikanische Originalausgabe erschien 1995 unter dem Titel The Diamond Age or, A Young Lady’s Illustrated Primer bei Bantam Books, New York. Das Buch erhielt 1996 den Hugo Award in der Kategorie Best Novel und den Locus Award in der Kategorie SF Novel.

## Handlung
In der in Diamond Age beschriebenen Zukunft haben die meisten Nationalstaaten weitgehend an Bedeutung verloren. Hierfür gibt es zwei Gründe: Zum einen die Revolution der Nanotechnologie, die es ermöglicht, durch sogenannte Materie-Compiler nahezu beliebige Güter unabhängig von Produktionsstandorten an jedem Ort der Welt zu erzeugen, und zum anderen ein weltweites Informationsnetzwerk, das Staaten keine Kontrolle über finanzielle Transaktionen mehr ermöglicht und damit die Erhebung von Steuern unmöglich macht.
Wirtschaftliche Bedeutung haben nur noch Eigentumsrechte an den Bauplänen (Informationen für die Kompilierung der Güter) sowie die Infrastruktur, bestehend aus Sources, Fabriken für atomare Bausteine und gleichzeitig Kontrollinstanzen für die Materie-Compiler, und Feeder-Leitungen, um die Compiler mit Material zu versorgen. An Stelle der Nationalstaaten sind sogenannte Stämme getreten, geographisch dezentralisierte Gesellschaften, die sich durch gemeinsame wirtschaftliche Interessen und soziale Normen ihrer Mitglieder definieren. Die Stämme haben kein zentrales Staatsterritorium mehr, sondern unterhalten über die ganze Welt zerstreut kleine Territorien, sogenannte Enklaven. Die Koexistenz der Stämme und Enklaven wird durch das Ökonomische Protokoll gewährleistet, eine für alle dem Protokoll beigetretenen Enklaven verbindliche Rechtsgrundlage, die auf ökonomischer Bewertung aller Taten basiert, und selbst einen Mord nur unter wirtschaftlichen Gesichtspunkten bewertet.
Die wirtschaftlich dominierenden Enklaven sind New Atlantis und Nippon, daneben gibt es eine Vielzahl weiterer Enklaven unterschiedlichster Größe und wirtschaftlicher Bedeutung. New Atlantis ist eine angelsächsisch geprägte, sich nach viktorianischen Wertvorstellungen orientierende aristokratische Gesellschaft, in der die wirtschaftliche Elite, sogenannte Dividenden-Lords, die Rolle der alten Aristokratie eingenommen haben. Nippon ist ein vergleichbarer Machtfaktor und steht mit New Atlantis in Konkurrenz. Beide Mächte unterhalten Außenposten in der Küstenrepublik, ein kapitalistisch orientierter, mutmaßlicher Nachfolgestaat der heutigen chinesischen Freihandels- und Sonderwirtschaftszonen, von wo aus sie die wirtschaftliche Erschließung des Reichs der Mitte, des letzten Nationalstaats, geprägt durch traditionelle chinesische Gesellschaftsstrukturen, betreiben.
Neben den Enklaven beherbergt die Küstenrepublik die Leasing-Parzellen, in denen eine staatenlose, soziale Unterschicht unterschiedlichster Abstammung lebt, zwar existenziell gesichert durch kostenlos zur Verfügung gestellten Gütern für die grundlegenden Lebensbedürfnisse, aber ohne Zugang zu Bildung und Perspektive auf gesellschaftlichen Aufstieg durch Aufnahme in einen der dominierenden Stämme. Dies ist auch die Herkunft von Nell, der Protagonistin der Handlung.
Der Nano-Ingenieur John Percival Hackworth entwickelt die Illustrierte Fibel für die junge Dame, das einzige Exemplar eines interaktiven Buchs zur Vermittlung von Wissen und zur Charakter- und Persönlichkeitsbildung einer Angehörigen der Oberklasse von New Atlantis, in Auftrag gegeben von Lord Alexander Chung-Sik Finkle-McGraw, einem Dividenden-Lord im Rang eines Herzogs, für dessen Enkelin Elizabeth.
Hackworth hat die Fibel zwar nach den Vorstellungen von Finkle-McGraw entworfen, besitzt aber keine Eigentumsrechte an den Bauplänen. Trotzdem lässt er illegal von Dr. X, einem im Untergrund tätigen Wissenschaftler, eine Kopie der Fibel für seine Tochter anfertigen, die ihm aber beim Überfall einer Straßenbande, deren Anführer Harvard, kurz Harv, ist, verloren geht. Obwohl Harv, wie die meisten Angehörigen seiner Klasse, primitiv und weitgehend ungebildet ist, erkennt er instinktiv, dass das Buch einen besonderen Wert hat. Er schenkt die erbeutete Fibel seiner kleinen Schwester Nell und schärft ihr ein, die Existenz des Buchs geheim zu halten.
Die Fibel ermöglicht Nell Zugang zu Wissen und Bildung, welches ihr als Angehörige der Unterschicht sonst niemals möglich gewesen wäre. Anhand von auf persönlichen Lebensumständen und Umwelt der Besitzerin zugeschnittenen Fabeln und Geschichten lernt Nell aus ihrer Fibel zunächst lesen, schreiben und rechnen. Später die Umgangsformen der Oberschicht, Zugang zur Informations- und Nanotechnologie, den Schlüsseltechnologien und Basis der Machtstrukturen, und am wichtigsten, subversives und kritisches Denken, das ihr ermöglicht, die wirtschaftlichen und gesellschaftlichen Strukturen der Welt in der sie lebt, zu verstehen. Die Raktrice Miranda, eine Art auf Stundenbasis arbeitende Schauspielerin für interaktive, virtuelle Erlebnisse, verleiht der Fibel ihre Stimme, und übernimmt im Laufe der Jahre eine Art Mutterrolle für Nell, auch wenn sie nicht von der durch die Fibel vorgegebenen Handlung abweichen oder direkt mit Nell kommunizieren kann.
Während Nell durch ihre Fibel zu einer gebildeten, jungen Frau heranwächst, wird Hackworth, durch sein Verbrechen erpressbar geworden, von Dr. X in eine Konspiration zur Entwicklung der Saat gezwungen, einer von den Sources und Feedern unabhängigen Nanotechnologie zur Erzeugung von Gütern, mit der die wirtschaftliche Unabhängigkeit des Reichs der Mitte von den dominierenden Gesellschaften New Atlantis und Nippon erreicht werden soll. Dafür wird Hackworth von Dr. X in die unter dem Meer lebenden Sekte der Trommler verbannt, die ein alternatives, menschliches Informationsnetzwerk bilden, dessen Infrastruktur und Rechenkapazität auf dem unbewussten Austausch von Informationen durch in den Körpern der Mitglieder lebenden künstlichen Nano-Parasiten basiert, durch welche die Trommler zu einem kollektiven Bewusstsein verschmelzen.
Gleichzeitig findet in der Küstenrepublik ein aus dem Reich der Mitte gesteuerter Aufstand der Fäuste, einer sich aus dem Volk rekrutierenden Untergrundarmee, statt, welcher die von der Küstenrepublik ausgehende Feeder-Infrastruktur zerstören und die Wiedervereinigung der beiden chinesischen Staaten erreichen soll, während Hackworth die Technologie für die wirtschaftliche Unabhängigkeit des neuen vereinten Chinas entwickelt.
Während sich der Aufstand ausweitet, der die Küstenrepublik nach und nach von den lebenswichtigen Feedern abschneidet und schließlich in einer vom Reich der Mitte ausgehenden Invasion gipfelt, stellt Hackworth, der sich zwischen der Welt der Trommler und der Oberfläche bewegt, um ohne sein Wissen Daten auszutauschen, die Technologie der Saat fertig.
Hackworth und andere Überlebende der Invasion können sich durch die Hilfe von Nell und den sich unter dem Meer befindenden Tunneln der Trommler von der Küste in die auf einer künstlichen Insel befindlichen Enklave „New Atlantis“ retten.

## Hintergrund
Neal Stephenson beschreibt in seiner Zukunftsvision die gesellschaftlichen Auswirkungen eines fortgeschrittenen Informationszeitalters, dessen wirtschaftliche Faktoren, Wissen, Eigentumsrechte an diesem und die Kontrolle über die Informationsinfrastruktur, die er durch den erzählerischen Kunstgriff der Nanotechnologie auch auf materielle Güter überträgt. Die Illustrierte Fibel für die junge Dame, die der aus der Unterschicht stammenden Nell in die Hände fällt, steht für den sozialen Aufstieg notwendigen Zugang zu Informationen, der den meisten Menschen in der von Neal Stephenson beschriebenen Zukunft verwehrt wird. Die Technologie der Saat steht dagegen für einen von Eigentumsrechten an Informationen und der Kontrolle von Infrastruktur unabhängigen Zugang der Massen zu Ressourcen und Gütern und kann als Anspielung auf die Open Source Bewegung interpretiert werden. Die Bewegung der Fäuste zur Überwindung der Fremdherrschaft der westlichen Staaten in China ist historisch an den Boxeraufstand angelehnt.

## Stellung in der Literaturgeschichte
Die Person des Lord Finkle-McGraw wird zur Idee der Illustrierten Fibel für die junge Dame unter anderem durch die 1798 verfasste Kurzgeschichte Der Rabe von Samuel Taylor Coleridge inspiriert, die im Roman in voller Länge abgedruckt ist.

## Wirkungsgeschichte
Das Buch ist Vorlage für eine geplante dreiteilige Fernsehserie des amerikanischen Fernsehsenders SciFi-Channel, die angeblich von George Clooney produziert werden soll.